# Hugues Martin
Hugues Martin este un om politic francez, membru al Parlamentului European în perioada 1999-2004 din partea Franței. 
1. ↑  Hugues Martin, base Sycomore, accesat în 9 octombrie 2017
2. ↑  Deputații în Parlamentul European